# Rocca di Montevitozzo
La Rocca di Montevitozzo, o La Roccaccia, è situata nella parte nord-occidentale del territorio comunale di Sorano (GR), presso la frazione di Montevitozzo.

## Storia
Sorto nel Medioevo come antico castello della famiglia Aldobrandeschi, Montevitozzo divenne in seguito oggetto di contesa tra gli Ottieri di Montorio, legati agli Aldobrandeschi, e gli Orvietani che miravano ad allargare i propri domini nella parte sud-orientale dell'attuale provincia di Grosseto.
Nel Quattrocento passò sotto il controllo dei Senesi, a seguito di accordi intercorsi con gli Ottieri e alla contemporanea rinuncia del comune di Orvieto alle precedenti mire espansionistiche. Successivamente, la Repubblica di Siena cedette il complesso agli Orsini di Pitigliano, che la inglobarono nella loro contea.
Agli inizi del Seicento, Montevitozzo passò nelle mani dei Medici che lo inglobarono nel Granducato di Toscana.

## Descrizione
La fortificazione si presenta, attualmente, sotto forma di imponenti ruderi che, dall'omonima vetta, dominano gran parte del territorio di Sorano e di Castell'Azzara.
Sono ben visibili i resti parziali di una doppia cinta muraria, dove le mura esterne si articolano attorno al crinale, mentre quelle interne racchiudono l'area quadrangolare dove sorge la rocca propriamente detta; dell'antica rocca si conserva soltanto il possente basamento in pietra a sezione quadrata di una struttura che doveva essere la torre di avvistamento.